# Johanna Friberg
Johanna Friberg, född 14 augusti 1968 i Stockholm, är en svensk före detta skådespelare.

## Biografi
Johanna Friberg är mest känd som Yrla i TV-serien Ebba och Didrik. Efter denna TV-serie gjorde hon några mindre roller i uppsättningar på Dramaten 1991–1995. Sedan lämnade hon teatern och utbildade sig till hälsopedagog.
Johanna Friberg är dotter till Gösta Friberg och Helena Brodin.

## Filmografi
- 1988 – Xerxes (TV) (Nina)
- 1989 – Natten inuti
- 1990 – Ebba och Didrik (TV) (Yrla Nor)

## Teaterroller (ej komplett)
| År   | Roll               | Produktion                                                                                     | Regi            | Teater   |
| ---- | ------------------ | ---------------------------------------------------------------------------------------------- | --------------- | -------- |
| 1991 | Statist Kör        | Romeo och Julia (The Tragedy of Romeo and Juliet) William Shakespeare                          | Peter Langdal   | Dramaten |
| 1991 | Sjöjungfru Indian  | Peter Pan J.M. Barrie                                                                          | Jackie Söderman | Dramaten |
| 1992 | Prinsessan Gulnare | Aladdin eller Den underbara lampan (Aladdin, eller Den forunderlige Lampe) Adam Oehlenschläger | Richard Looft   | Dramaten |